# 크리스티안 노달

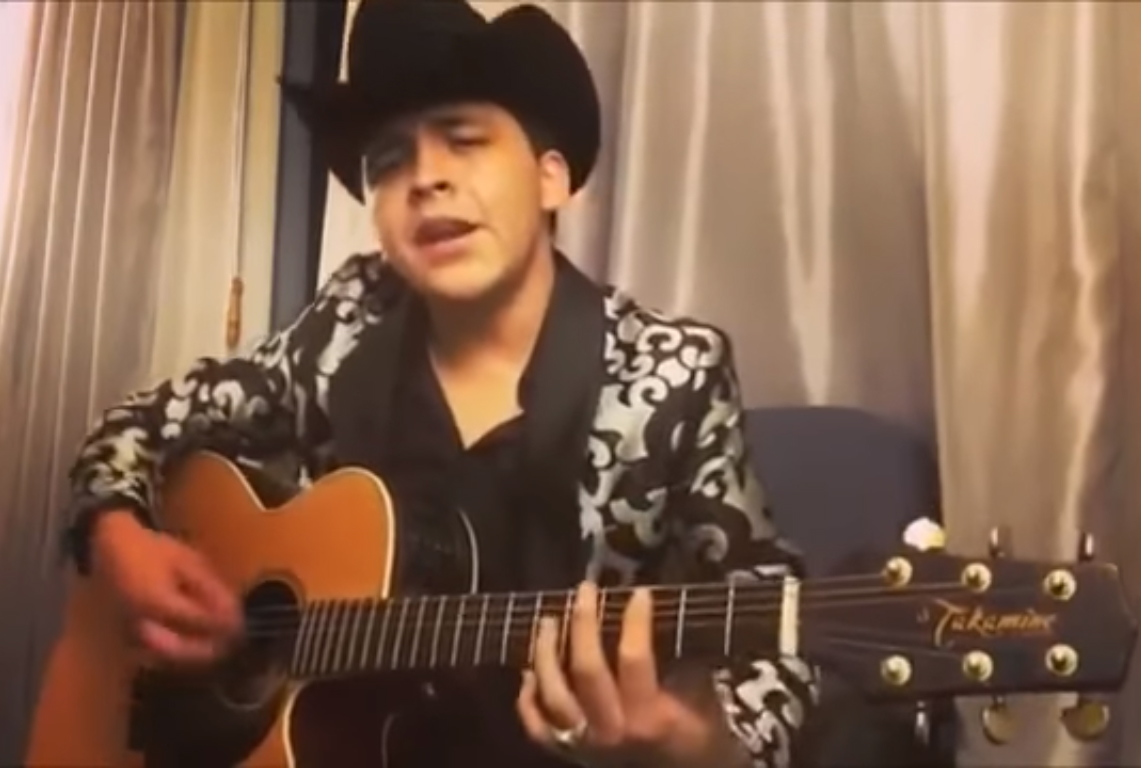

크리스티안 노달(Christian Jesús González Nodal, 1999년 1월 11일~ )은 멕시코의 싱어송라이터이다. 멕시코 소노라에서 태어나 자란 노달은 데뷔 싱글 Adiós Amor을 통해 멕시코와 미국에서 잘 알려지게 되었다.